# Les Thuiles
Les Thuiles è un comune francese di 384 abitanti situato nel dipartimento delle Alpi dell'Alta Provenza della regione della Provenza-Alpi-Costa Azzurra.
Si trova nella valle dell'Ubaye.

## Società

### Evoluzione demografica
Abitanti censiti